# 錫爾島 (南非)
錫爾島（Seal Island），又譯海狮島或海豹島，是南非開普敦附近福爾斯灣的一個小島，離岸5.7公里。島的名字源於住在島上的大量非洲毛皮海狮，但其實島上除了有海狮以外，還有其他海鳥寄居。
全島由開普敦花崗岩構成，露出海面的部分距離潮高點不超過六公尺。島長800公尺，闊50公尺，島上沒有显著的植被，泥土或沙滩。在第二次世界大戰期間，島上建有一個雷達桅杆。安裝團隊在建造時住在預製組裝的小屋裡。這些建築都在戰爭結束後被丟空鏽蝕化，然後在1970年的冬季被風暴吹倒。還有一些其他建築物的殘留，都是20世紀上半時，一些前往島上進行獵殺海豹或鳥糞收集活動的人建造。一些由海豹獵人於1930年代在岩石上的刻字，到現在還清晰可見。

## 大白鯊
由於島上密集的海獅數量，時常引來海獅的主要捕食者大白鯊的光顧。因此，錫爾島成為了生物學家觀察研究大白鯊如何捕獵海獅，又或物種間的社会互动关系。舉例說：大白鯊如何捕獵海獅，而吼海鵰又如何在大白鯊捕獵期間啣走吃剩的肉塊等。

## 外部連結
34°8′10″S 18°34′58″E / 34.13611°S 18.58278°E
- Surface Pursuit of a Cape Fur Seal by a White Shark at Seal Island. （页面存档备份，存于）
- "White Shark Predatory Behavior at Seal Island"（页面存档备份，存于）
- University of Cape Town Avian Demography Unit
- Photographing Africa's "Flying Sharks" （页面存档备份，存于） from National Geographic's web site
- Muizenberg website （页面存档备份，存于）